# Illa Tereszczenko
Illa Wahramowycz Tereszczenko, ukr. Ілля Ваграмович Терещенко (ur. 27 maja 1998 w Kijowie) – ukraiński piłkarz, grający na pozycji napastnika.

## Kariera piłkarska

### Kariera klubowa
Wychowanek klubu Dynamo Kijów, barwy którego bronił w juniorskich mistrzostwach Ukrainy (DJuFL). 29 lipca 2016 podpisał kontrakt ze słowackim Zemplín Michalovce, a 5 listopada 2016 debiutował w podstawowym składzie klubu. W marcu 2017 przeniósł się do Slovana Bratysława. Na początku 2018 zasilił skład Železiarne Podbrezová.

### Kariera reprezentacyjna
W 2014 występował w juniorskiej reprezentacji Ukrainy.